# Дон (Италия)
Вижте пояснителната страница за други значения на Дон.
Дон (на италиански: Don, на местен диалект: Dòn, Дон) е село в Северна Италия, в община Амблар-Дон, автономна провинция Тренто, автономен регион Трентино-Южен Тирол. Разположено е на 971 m надморска височина. Населението на общината е 248 души (към 2015 г.).